# Crazy Love (Marracash)
Crazy Love è un singolo del rapper italiano Marracash, pubblicato il 19 novembre 2021 come primo estratto dal sesto album in studio Noi, loro, gli altri.

## Video musicale
Il video è stato reso disponibile su YouTube in concomitanza con la sua uscita, il 19 novembre 2021. Diretto da Giulio Rosati, nel video sono presenti il rapper e l'ex fidanzata Elodie in un duello: «Mettiamo in scena la fine del nostro rapporto e ci uccidiamo a vicenda. [...] Ci siamo conosciuti sul set di un video e abbiamo pensato che sarebbe stato bello chiudere il cerchio con un altro video».
La scena dell'arco che apre e chiude il video è una citazione alla performance dell'artista serba Marina Abramović Rest Energy, presentata nel 1980 insieme all'allora compagno Ulay.

## Formazione
- Marracash – voce
- Mahmood – voce aggiuntiva (non accreditata)
- Elodie – voce aggiuntiva (non accreditata)
- Marz – produzione
- Zef – produzione
- Andrea Suriani – missaggio, mastering

## Classifiche

### Classifiche settimanali
| Classifica (2021) | Posizione massima |
| ----------------- | ----------------- |
| Italia            | 2                 |

### Classifiche di fine anno
| Classifica (2022) | Posizione |
| ----------------- | --------- |
| Italia            | 40        |

## Riconoscimenti
- 2022 – Videoclip Italia Awards[7]
  - Candidatura al miglior videoclip rap/trap
  - Candidatura alla migliore fotografia